# KJ-Methode
Die KJ-Methode ist eine von dem japanischen Anthropologen Jiro Kawakita 1967 eingeführte Kreativitätstechnik, die als Pinnwandmoderation heute zu den Seven Management and Planning Tools der japanischen Qualitätsbewegung gezählt wird.
1. Ähnlich wie bei Brainstorming werden möglichst viele Informationen auf Kärtchen (oder Post-Its) gesammelt. Eine große Vielfalt wird durch entsprechende Gruppengröße und möglichst breite Mischung an Wissen und Hintergrund erreicht.
2. Die Karten werden laut vorgelesen und in Gruppen einsortiert. Für jede Gruppe wird wiederum eine Karte angelegt, während „einsame Wölfe“ (keiner Gruppe zuordenbare Information) selbst in diese höhere Kategorie wandern. Dieser Vorgang wird auf Gruppenebene wiederholt, bis die Anzahl der Gruppen auf ca. 10 reduziert ist.
3. Die verbleibenden Gruppen werden auf einer Tafel aufgesteckt, so dass man einen Eindruck des gesamten untersuchten Sachverhalts in übersichtlicher Form erhält. Sofern notwendig können zusätzliche Zeichen (Ringe, Wolken, Pfeile usw.) um Gruppen oder Untergruppen gezogen werden, um das Bild zu verdeutlichen.
4. Das so entstandene Bild wird schriftlich zusammengefasst, wobei besonders darauf geachtet wird, dass eine möglichst neutrale Formulierung und möglichst wenig Interpretation des Schreibenden stattfindet.

Die KJ-Methode eignet sich besonders für das Untersuchen von Sachverhalten und Problemen, für das Sammeln von Lösungen und für die logische Zusammenstellung. Zusätzlich hilft die „stille“ Kartenarbeit weniger extravertierten Gruppenmitgliedern, ihre Schüchternheit zu überwinden.